# Метафест
«Метафест» — ежегодный мультиформатный музыкальный фестиваль на открытом воздухе в Самарской области. Проходит на том же месте, что и Грушинский фестиваль — территории Мастрюковских озёр.
Фестиваль появился в 2007 году, когда многочисленные музыканты, выступавшие на разных сценах Грушинского фестиваля, решили собраться на том же месте в другое время. Чтобы, с одной стороны, не мешать фестивалю бардовской песни, а с другой — не лишать грушинскую аудиторию возможности послушать джаз, блюз, фолк, регги и инструментальную музыку. В разные годы на фестивале выступали такие артисты как Андрей Козловский, Владимир Кожекин, Ольга Арефьева, Герберт Моралес, Найк Борзов и многие другие.

## Хронология

### 2007
Среди выступавших были такие группы как Группа Ивана Смирнова, Птица Тылобурдо, Медвежий угол, Серебряная свадьба и другие.
Хедлайнерами фестиваля выступили Ольга Арефьева и Герберт Моралес.

### 2008
25-27 июля 2008 году прошёл второй Метафест. Выступили такие музыканты как Птица Тылобурдо, Медвежий угол, Сергей Клевенский, Адриан и Александр, Небослов, балалаечник-виртуоз Алексей Архиповский и другие.
Хедлайнером фестиваля стала Z-Star из Великобритании.

### 2009
В 2009 году фестиваль проводился с 24 по 26 июля, выступило более 60 групп. Среди выступавших такие музыканты как Птица Тылобурдо, Квартет Ивана Смирнова, Рада и Терновник, Юстас-Алексу, Левша-пацан, Сергей Клевенский и другие.

### 2010
В 2010 году фестиваль проходил 23-24 июля, выступило около 40 творческих коллективов. В этом году фестиваль меняет формат на региональный и молодежный. Задача мероприятия — собрать на фестивальной поляне организаторов многочисленных поволжских фестивалей для обмена опытом и предоставить площадку для выступления молодым артистам и коллективам «интеллигентного формата», причем не обязательно музыкальным. Любые проявления творчества, например художественно-прикладное, приветствуются организаторами.
За песенную составляющую отвечал Андрей Козловский. За джаз — Александр Родовский — известный самарский гитарист и участник огромного количества музыкальных коллективов. Этно и фолк курировала певица Таисья Краснопевцева. За всё, что не укладывалось в формат «песни-джаз-фолк», — Владимир Кожекин.

### 2011
С этого года организацией "Метафеста" начала заниматься полностью самарская команда. Арт-директором фестиваля стал Андрей Кочетков. 
В 2011 году фестиваль проводился с 29 по 31 июля. Выступило более 40 групп, среди выступавших такие исполнители как Ирина Сурина, Федул Жадный, Левша-пацан, Контора Кука и другие.

### 2012
В 2012 году фестиваль проходил 27-28 июля. Выступило более 40 коллективов из 10 городов России - от Томска до Ростова-на-Дону и от Оренбурга до Москвы. Выступали такие исполнители как Иван Жук, Инна Пиварс, ОЙМЕ, Барабаны АШЕ, Владимир Белканов и другие.

### 2013
В 2013 году на фестивале выступило более 50 групп из 19 городов на 3 сценах (в том числе группы Grey Mouse и Контора Кука). 
Хедлайнером фестиваля выступила питерская группа Zorge.

### 2014
В 2014 году фестиваль проходил под лозунгом: «„Метафест“ — фестиваль всего живого». На фестивале выступило 47 групп преимущественно из Самары и Самарской области, многие из которых впервые принимали участие в фестивале. В качестве хедлайнеров участвовали: «ShantyNatty» (Москва), Василий Уриевский и группа «Гардина» (Саратов), Cheese People (Самара), Маша и Медведи (Москва). 

### 2015
В 2015 году фестиваль проходил с 30 июля по 1 августа, выступало более 50 музыкальных коллективов из более чем полутора десятков городов России. Среди выступавших такие исполнители как Kira Lao (Москва), VLNY (Самара), Обе две (Москва), Андрей Козловский (Вологда), Фруктовый кефир (Ростов-на-Дону), Операция Пластилин (Тамбов) и другие.
Хедлайнером фестиваля выступила питерская группа Billy’s Band.

### 2016
В 2016 году фестиваль проходил с 28 по 30 июля 2016 года. Хедлайнерами фестиваля «Метафест 2016» стали Найк Борзов и Инна Желанная.

### 2017
В 2017 году фестиваль шёл не два, а три фестивальных дня, с 27 по 29 июля. Выступило более 30-ти групп. Среди выступавших такие исполнители как Краснознамённая дивизия имени моей бабушки (Москва), Ice Hokku (Иерусалим), Псой Короленко (Москва) и другие.
Также с лекциями выступили главный редактор журнала «Русский репортёр» Виталий Лейбин и переводчик книг Харуки Мураками Дмитрий Коваленин.
Хедлайнерами фестиваля стали группы Theodor Bastard (Санкт-Петербург) и Ундервуд (Москва).

### 2018
В 2018 году фестиваль проходил с 31 августа по 1 сентября. Причинами переноса дат проведения фестиваля с традиционных июльских стал Чемпионат мира по футболу в России и сдвинутые графики проведения других фестивалей (Грушинский фестиваль, Протока). 
Хэдлайнерами фестиваля выступили питерская группа Аффинаж, Василий Уриевский и VLNY.

### 2019
В 2019 году фестиваль прошёл 23-24 августа. На нём выступили Биртман, Кирпичи, Маша и медведи, Хадн Дадн, Билли Новик с песнями Егора Летова, Василий Уриевский, Андрей Козловский, Краснознамённая дивизия имени моей бабушки, НедРа, Бранимир, Левша-пацан, Ishome и ещё четыре десятка групп и исполнителей из 15 городов России. Впервые на фестивале одна из сцен в ночное время была полностью отдана под электронную музыку.

### 2020
В 2020 году организаторами было принято решение не проводить фестиваль в связи с пандемией COVID-19.

### 2021
Фестиваль 2021 был перенесён на 2022 год.

### 2022
В 2022 году фестиваль прошёл 11-13 августа. На нём выступили Найк Борзов, Кирпичи, Ольга Арефьева, Oligarkh, Алексей Вдовин, ILWT, Федул Жадный и другие исполнители.

## Галерея
- Герберт Моралес («Jah Division») & Вкусный («Каникулы Бонифация») & Мако («Два Льва») на фестивале Метафест 2007
- «CamapaJam» на Метафесте 2007
- «Птица Тылобурдо» на Метафесте 2007
- «Медвежий угол» на Метафесте 2007